# Umm Al-Ala Bint Yusuf
Es una poetisa árabe andalusí del siglo XI.

## Biografía.
Solo se conoce que vivió en Guadalajara y era de origen bereber.
De ella se han conservado cinco breves poemas.
El primero lo forman los tres primeros versos de un panegírico, que es el género más cultivado de la poesía árabe, la cual tiene función social y política. 
El segundo es un poema pidiendo excusas a alguien cuya nobleza confía para ser perdonada.
El tercero es una sátira, uno de los géneros más importantes de la cultura árabe que trata de humillar y burlar al nombrado en ellas, dirigido contra un enamorado ya canoso.
Y los dos últimos son anacreónticos, un género de poesía breve, suave y armonioso al oído, que trata delicadamente los placeres del amor, del vino u otros similares.
Umm Al Ala Bint Yusuf se expresa en estos poemas permitiendo que nos reflejemos en ellos, reviviendo en su poesía nuestros momentos de amor, de tristeza, de familia, de soledad, de compañía, de juventud, de enamoramiento, de intimidad, de erotismo y de sexo.